# Jerzy Stefan Langrod

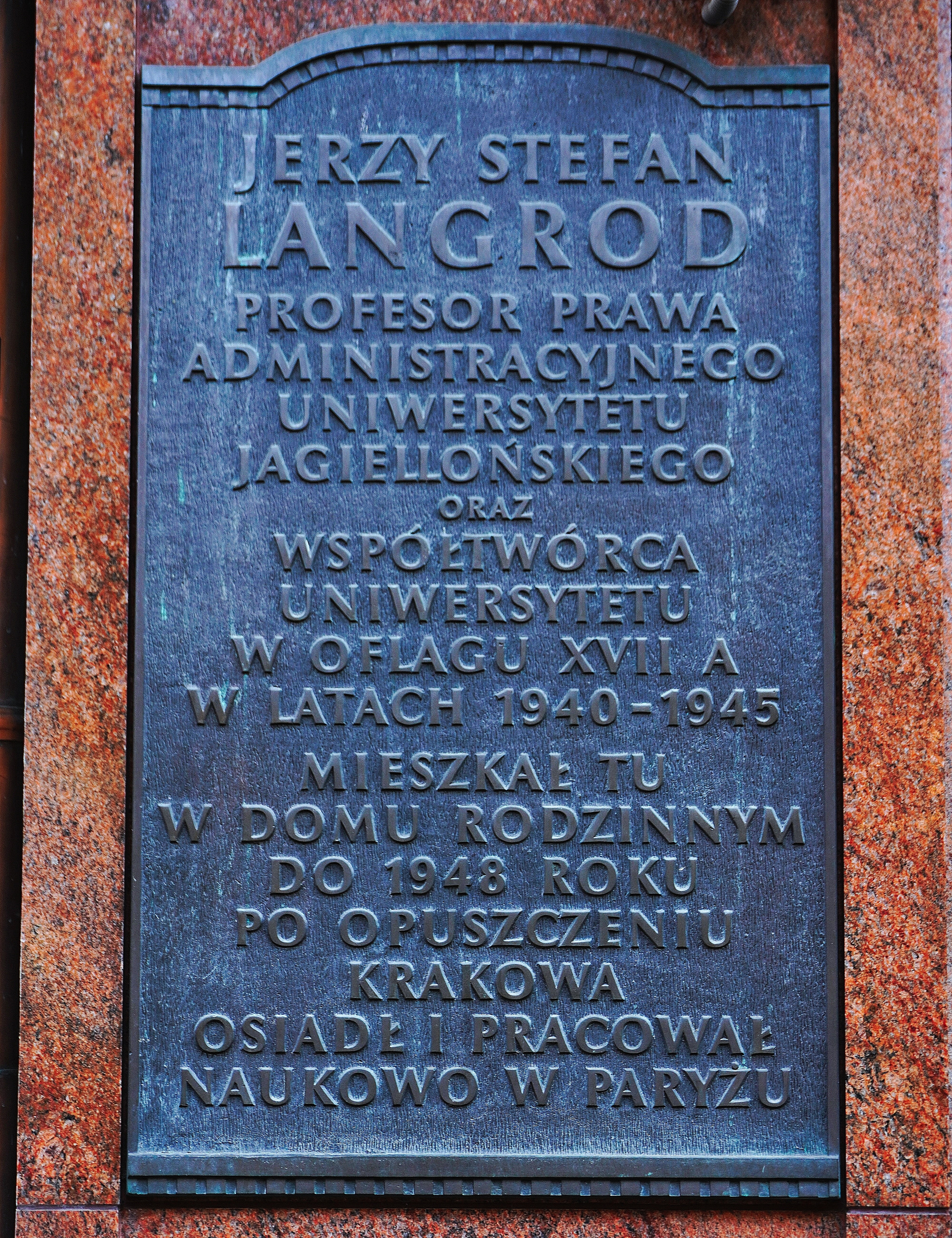
Tablica w elewacji kamienicy przy ul. Karmelickiej 9 w Krakowie, upamiętniająca zamieszkiwanie owej kamienicy przez Jerzego Stefana Langroda

Jerzy Stefan Władysław Langrod (ur. 20 września 1903 w Krakowie, zm. 24 grudnia 1990 w Paryżu) – polski prawnik pochodzenia żydowskiego, specjalista w dziedzinie prawa administracyjnego, nauki administracji, nauki organizacji i zarządzania oraz prakseologii.

## Życiorys

### Przed II wojną światową
Urodził się w rodzinie żydowskiej, jako młodszy syn doktora prawa Bernarda Langroda (ur. 26 sierpnia 1866, zm. 1934), adwokata w Krakowie i Michaliny Rucker.
Od 1913 uczęszczał do III Państwowego Gimnazjum im. Króla Jana III Sobieskiego i tam też w 1921 zdał maturę. Aktywnie służył Rzeczypospolitej początkowo w ruchu skautowym (od 1918), następnie jako żołnierz w wojnie polsko-bolszewickiej (lipiec-grudzień 1920) oraz w III powstaniu śląskim (czerwiec-sierpień 1921).
Na Uniwersytecie Jagiellońskim studiował 1921–1925 prawo, uzyskując magisterium, a następnie w maju 1926 doktorat na podstawie dysertacji pt. Zarys sądownictwa administracyjnego ze szczególnym uwzględnieniem sądownictwa administracyjnego w Polsce. Ponadto w latach 1924–1929 studiował na Wydziale Filozoficznym UJ filozofię, uzyskując absolutorium z wynikiem celującym.
W 1927 uzyskał habilitację z nauki administracji i nauki prawa administracyjnego na Wydziale Nauk Politycznych i Społecznych Wolnej Wszechnicy Polskiej w Warszawie i został tamże docentem. W 1931 habilitował się również na Wydziale Prawa Uniwersytetu Jagiellońskiego w Krakowie na podstawie rozprawy pt. Res iudicata w prawie administracyjnym i podjął tamże pracę jako docent prywatny (bez wynagrodzenia). 15 grudnia 1936 prezydent RP nadał mu tytuł naukowy profesora. Do rozpoczęcia II wojny światowej był Kierownikiem Katedry Prawa Administracyjnego i Nauki Administracji UJ.
W latach 1925–1931 odbył praktykę w Sądzie Okręgowym w Krakowie oraz aplikację adwokacką w kancelarii adwokackiej swojego ojca Bernarda Langroda w Krakowie i został wpisany na listę adwokatów. W latach 1931–1933 był radnym Rady Miejskiej Krakowa.
Członek i aktywny uczestnik krajowych i międzynarodowych organizacji naukowych oraz konferencji. Powoływany jako ekspert do komisji rządowych (m.in. ds. utworzenia sądów ubezpieczeń społecznych, ds. reformy aplikacji adwokackiej, ds. podziału administracyjnego państwa).
Pod koniec lat 30. zaangażował się w działalność polskiego ruchu demokratycznego, był członkiem Klubu Demokratycznego w Krakowie (1937–1939) oraz sekretarzem Rady Naczelnej Stronnictwa Demokratycznego.

### II wojna światowa
W sierpniu 1939 został zmobilizowany i we wrześniu w stopniu porucznika piechoty walczył w wojnie obronnej Polski. Internowany w Rumunii przedostał się do Francji i zgłosił się do Armii Polskiej.
Po agresji Niemiec na Francję jako dowódca kompanii i adiutant batalionu 2 Pułku Grenadierów Wielkopolskich im. Bolesława Chrobrego 1 Dywizji Grenadierów walczył w Lotaryngii i pod Lagarde. Wielokrotnie ranny dostał się do niewoli niemieckiej i od 2 lipca 1940 do 9 maja 1945 przebywał w Oflagu XVIIA w Edelbach pod Wiedniem. W niewoli zorganizował (wraz z oficerami francuskimi) studia prawno-polityczne na poziomie uniwersyteckim. Napisał tam trzytomowe dzieło pt. Instytucje prawa administracyjnego. Zarys części ogólnej, którego jedynie część tomu I ukazała się w 1948 (wydrukowany zeszyt 2 został w 1950 wycofany z obiegu z przyczyn politycznych).

### Po II wojnie światowej
Po uwolnieniu, przez Paryż powrócił do Krakowa i objął ponownie Katedrę Nauki Administracji i Prawa Administracyjnego UJ.
Pełnił również obowiązki wiceprzewodniczącego Prezydium Rady Naczelnej Stronnictwa Demokratycznego.
W 1946 rząd Polski zgłosił jego kandydaturę na sędziego Międzynarodowego Trybunału Sprawiedliwości w Hadze.
W roku akademickim 1948/1949 korzystał z urlopu dla poratowania zdrowia i w związku z odmową przedłużenia go poprosił ministra oświaty o przeniesienie w stan spoczynku bez uposażenia emerytalnego. 31 sierpnia 1951 został zwolniony ze stanowiska profesora nadzwyczajnego.
Po wyjeździe z Polski osiadł w Paryżu i pracował od 1959 jako dyrektor ds. badań naukowych w Krajowym Centrum Badań Naukowych, a po przejściu na emeryturę – jako członek honorowy w stopniu dyrektora. 1952–1959 profesor publicznego prawa porównawczego na Uniwersytecie w Saarbrücken, gdzie utworzył i kierował Instytutem Badań Porównawczych i Zbliżenia Prawa Europejskiego. 1962–1975 prowadził wykłady z prawa administracyjnego w École pratique des hautes études (VI Sekcja Sorbony) w Paryżu.
Odbywał liczne podróże zagraniczne i wykładał na wielu uniwersytetach, m.in. w Londynie, Wyoming, Quebecu, Lizbonie, Portoryko, Helsinkach, Bolonii, a także w Instytucie Studiów Narodowych w Madrycie, na Wydziale Międzynarodowym w Luksemburgu, w Instytucie Uniwersyteckich Studiów Europejskich w Turynie, w Wyższej Szkole Nauk Administracyjnych w Spirze. Z ramienia UNESCO jako ekspert 1951–1952 na wzorach francuskich utworzył Brazylijską Szkołę Administracji Publicznej. Przygotował na zlecenie Organizacji Narodów Zjednoczonych program dotyczący służby publicznej w krajach rozwijających się (1969–1970). Współpracował także 1963–1974 z Organizacją Współpracy Gospodarczej i Rozwoju (OCDE). Stale utrzymywał kontakty z Polską (trzykrotnie przyjeżdżał do kraju: 1960, 1964 i 1978) i działał w organizacjach polonijnych, był profesorem Polskiego Uniwersytetu na Obczyźnie. Członek Polskiego Towarzystwa Naukowego na Obczyźnie. Upowszechnił na świecie myśl prakseologiczną Tadeusza Kotarbińskiego.
Przez długi czas pozostawał w kręgu zainteresowania Służby Bezpieczeństwa, m.in. jako figurant w sprawie rozpracowania operacyjnego o kryptonimie FOL.
Pochowany na cmentarzu w Montmorency.

## Rodzina
Z małżeństwa zawartego 14 sierpnia 1927 w Krakowie z Anną Bronisławą Nimhin (ur. 14 lipca 1903 w Łodzi, zm. 28 listopada 1990 w Paryżu), doktorem, tłumaczem przysięgłym miał córkę Ewę Michalinę Franciszkę (ur. 4 czerwca 1932), znaną jako Michalina z Langrodów Ageros, prof. Uniwersytetu w Lancaster.
Brat Witold Łucjan Langrod (ur. 25 października 1899, zm. 17 maja 1983 w Nowym Jorku), doktor prawa, socjolog, dyrektor w Ministerstwie Spraw Zagranicznych, kombatant II wojny światowej, pracownik ONZ, pisarz.

## Publikacje
Spuścizna naukowa z zakresu nauki administracji, prawa administracyjnego, teorii organizacji i zarządzania oraz prakseologii obejmuje prawie 500 publikacji w 11 językach.
Niektóre publikacje:
- Zarys sądownictwa administracyjnego ze szczególnym uwzględnieniem sądownictwa administracyjnego w Polsce, Warszawa 1925
- Sur l’organisation du travail dans les tribunaux, [w:] „Actes du III-e Congres international de l’Organisation scientifique du travail”, Roma 1927
- Zakres właściwości sądownictwa administracyjnego w Polsce, [w:] „I Polski Kongres Nauk Administracyjnych. Księga referatów”, Poznań 1929
- Res iudicata w prawie administracyjnym, Kraków 1931
- Apteki realne w prawie polskim, Kraków 1932
- Służba publiczna jako funkcja administracyjna. Wprowadzenie w naukę o pojęciu służby publicznej, „Przegląd notarialny”, Kraków 1932
- 3 lata samorządu Krakowa (1931-1933) na tle teorii prawa administracyjnego. Fakty i konkluzje, Kraków 1934
- Zagadnienia wybrane z praktyki administracyjnej, Kraków 1938
- Zarys ustroju, postępowania i prawa administracyjnego w Polsce (wraz z K.W. Kumanieckim i Sz. Wachholzem), Warszawa-Kraków 1939
- O tzw. milczeniu władzy. Studium prawno-administracyjne, „Gazeta Administracji”, Warszawa-Kraków 1939
- O tzw. prawie sędziowskim, „Państwo i Prawo”, Łódź 1946
- Rola zwyczaju w prawie administracyjnym, „Państwo i Prawo”, Łódź 1947
- Zagadnienia polityczno-ustrojowe Francji, Kraków 1947
- O tzw. prawie zakładowym, „Gazeta Administracji”, Warszawa 1947
- Instytucje prawa administracyjnego. Zarys części ogólnej, z. 1 – Kraków 1948, z. 2 – Kraków 1950 (wycofany z obiegu); reprint Kraków 2003.

## Niektóre odznaczenia
- Śląska Wstęga Waleczności i Zasługi (1921),
- Krzyż Kawalerski Orderu Odrodzenia Polski (1938),
- Krzyż Walecznych (1940),
- Croix de Guerre (1940).

## Stypendium
Od 2002 studenci Wydziału Prawa i Administracji Uniwersytetu Jagiellońskiego wyróżniający się osiągnięciami w nauce lub pracy naukowej, mogą ubiegać się o przyznanie stypendium z Funduszu Stypendialnego im. Prof. J.S. Langroda.